# 75-й пехотный полк (Австро-Венгрия)

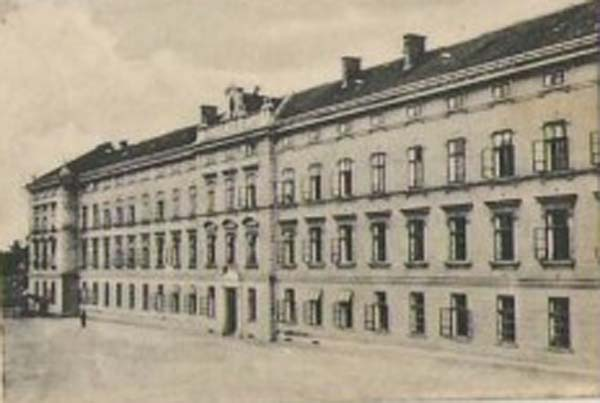
Казармы полка в Нойхаусе

75-й Богемский пехотный полк (нем. Böhmisches Infanterie-Regiment Nr. 75) — чешский пехотный полк Единой армии Австро-Венгрии.

## История
Образован 1 февраля 1860 года из батальонов линейной пехоты 11-го, 18-го и 21-го пехотных полков. Участвовал в Австро-итало-прусской войне. В разное время покровителями полка были:
- 1860—1888: граф Фоллио де Кренвилль;
- 1888—1906: Кристиан IX, король Дании;
- 1906—1912: Фредерик VIII, король Дании;
- 1912—1918: без покровителя

Полк состоял из 4-х батальонов: 1-й, 2-й и 4-й — в Зальцбурге, 3-й — в Нойхаусе. Национальный состав полка по состоянию на 1914 год: 79 % — чехи, 20 % — немцы, 1 % — прочие национальности.
Полк сражался на Восточном фронте Первой мировой войны против Русской императорской армии в Галиции, а также воевал против войск Королевства Сербии. В ходе так называемых реформ Конрада с июня 1918 года число батальонов было сокращено до трёх: остались только 1-й, 2-й и 4-й батальоны.

## Командиры
- 1865: полковник Фридрих Мондель[7]
- 1873—1879: полковник Игнац Земитт фон Келау
- 1879: полковник Александр Кюн фон Кюнфельд[8]
- 1903—1905: полковник Флориан, эдлер фон Вейвара
- 1906—1909: полковник Арнольд Мюнцель[9]
- 1910—1912: полковник Йозеф Тайзингер фон Тюлленбург
- 1914: полковник Франц Видструк[2]

## В литературе
В романе Ярослава Гашека «Похождения бравого солдата Швейка» упоминаются несколько военнослужащих 75-го пехотного полка:
- полковник Юст, за которого Швейка принимает фельдкурат Кац, находящийся в состоянии алкогольного опьянения;
- безымянный капитан, который пропил полковую казну и был уволен из армии, но после начала войны возвращён в личный состав;
- майор Блюгер, который считал офицеров высшим сословием в армии, чьи слова должны восприниматься солдатами чуть ли не как истина в последней инстанции;
- поручик Витингер, который победил в забеге Вена — Мёдлинг, выступая за спортивный клуб «Спорт-Фаворит»;
- капрал Рейманек, убитый неизвестным подчинённым.

Также упоминаются два маршевых батальона 75-го пехотного полка: 14-й, чьим солдатам выдали по шесть крон за взятие Перемышля (но велели передать по две кроны в военный заём), и 8-й, который связисты перепутали с 7-м маршевым батальоном 91-го пехотного полка, где служил Йозеф Швейк. Ещё одному маршевому батальону 75-го полка передали копию приказа «Быстро сварить обед и наступать на Сокаль», направленного изначально 91-му полку, в чём позже упрекали капитана Сагнера.
Гашек также пишет, что 75-й пехотный полк участвовал в боях против войск Сербии, и из штаба австрийцы получали сообщения о критической ситуации во время одного из сражений.